# Alessandro Vocalelli
Alessandro Vocalelli (Roma, 9 aprile 1959) è un giornalista italiano.

## Biografia
Nel 1980 entra al Corriere dello Sport - Stadio come praticante e segue come inviato la Roma di Dino Viola e la Lazio di Sergio Cragnotti, oltre a varie manifestazioni tra cui Europei e Mondiali di calcio, effettuando degli avanzamenti di carriera che l'hanno portato alla direzione del quotidiano sportivo nell'agosto 2003.
Nel 2006 all'indomani della vittoria del Mondiale il «Corriere dello Sport - Stadio» ha toccato cifre record di vendita, con oltre 2 milioni di copie. Sotto la sua direzione, nel 2007, è stato varato il sito www.corrieredellosport.it.
Il 31 maggio 2012 lascia la direzione del «Corriere dello Sport - Stadio» per approdare alla «Repubblica». Per Repubblica.it commenta i fatti più importanti dello sport nella sua rubrica "Tackle". È presidente della giuria del Premio Letterario "Antonio Ghirelli".
Dal 2012 ha collaborato anche con la RAI. Opinionista fisso tutti i lunedì per Uno Mattina nel 2012, poi per 90º minuto, Dribbling e Zona 11 pm. All'inizio del 2015 viene scelto per un ruolo di grande prestigio: Capo della comunicazione e dell'ufficio stampa del Comitato Promotore per le Olimpiadi del 2024.
Il 26 luglio 2015 ritorna alla direzione del «Corriere dello Sport - Stadio».
A febbraio 2016 assume la direzione del «Guerin Sportivo», mantenendo anche quella del «Corriere dello Sport» facente parte del medesimo gruppo editoriale (sostituisce Matteo Marani, passato a Sky Sport).

## Riconoscimenti
Autore di varie pubblicazioni sportive, Alessandro Vocalelli è stato scelto dall'Istituto dell'Enciclopedia Treccani per la stesura di un saggio sull'Uomo e lo Sport del Terzo Millennio, ha vinto i più importanti riconoscimenti giornalistici, dal premio "Bruno Roghi" al "Beppe Viola".
Nel settembre 2008 gli è stato assegnato uno dei più importanti premi a livello internazionale, la "Penna d'Oro".